# IC 4255
IC 4255 ist eine elliptische Galaxie vom Hubble-Typ E im Sternbild Wasserschlange. Sie ist schätzungsweise 448 Millionen Lichtjahre von der Milchstraße entfernt.

Das Objekt wurde am 4. Mai 1904 von Royal Harwood Frost.